# Бильчес, Мануэль
Мануэль Рейнальдо Бильчес (исп. Manuel Reinaldo Bilches; род. 25 мая 1957) — аргентинский футболист и тренер.

## Карьера
Начинал заниматься футболом на родине. Выступал за юниорские команды клуба «Индепендьенте Ривадавия» и других коллективов. В 1972 году переехал в Канаду, где оказался в системе «Торонто Метрос». Затем на взрослом уровне Бильчес выступал за ряд североамериканских команд.
В 1978 году Бильчес выступал за сборную Аргантины по мини-футболу, являясь ее играющим тренером. Затем он возглавлял команду «Эдмонтон Кроэйша» в турнирах по Indoor soccer.
В начале девяностых в Национальной канадской лиге руководил «Америкой Юнайтед» и «Скарборо Интернейшнл», затем специалист ненадолго перебирался в США.
В 1995 году он работал с юниорской сборной провинции Онтарио до 15 лет, после чего тренер принял предложение от клуба «Атлетико Индепендьенте» из Гондураса.
В 1999 году аргентинец возглавлял сборную Белиза на Кубек наций Центральной Америки в Коста-Рике. Во время работы в национальной команде Бильчес неоднократно попадал под критику общественности из-за своих методов работы. В шести матчах была добыта всего одна ничья.
В 2005 году занял пост технического директора индонезийского клуба «Персипура», а вскоре он самостоятельно возглавил другой местный коллектив «ПСМ Макассар».
В 2011 году Мануэль Бильчес был назначен на пост главного тренера сборной Кюрасао. Под его руководством она не смогла пройти второй раунд отборочного турнира КОНКАКАФ на Чемпионат мира 2014 года в Бразилии, проиграла 8 матчей из 12.